# Bocaranda Show Productions, Inc.
Bocaranda Show Productions, Inc 'es una compañía cinematográfica americana fundada en 1992, célebre por la realización de una serie de films dramáticos "Hospital General" producidas entre los años 1992 y 2009 en ese mismo año cambió al nombre de Bocaranda Films Productions, Inc
Esta productora se especializó en historias de  drama, comedia, suspenso y ciencia ficción, con la participación de actores del género dramático como Eduardo Serrano y Orlando Urdaneta.
La época de esplendor de Bocaranda Films Productions, Inc. es en el 2010 donde realizan "The Celibacy" una película inspirada por el tema del Padre Alberto Cutié un caso que alarmó a todo el mundo en mayo del 2009 donde perdió la dirección de la parroquia de San Francisco de Sales en Miami y su trabajo en la emisora religiosa Radio Paz debido a un escándalo que desató la revista de farándula TVNotas USA, en su edición 646 del 14 de mayo de 2009, al publicar unas fotografías que muestran al Padre Alberto acariciándose con una joven en una playa de Miami Beach. Según la revista, un paparazzi filmó y fotografió al sacerdote y a la joven juntos durante nueve días. TVNotas USA publicó 18 páginas con 45 fotografías donde se ve al sacerdote besando y manoseando a la joven mientras estaban teniendo relaciones en la playa.

## Historia
En 1984 el director de cine Horacio Bocaranda (quien es más conocido como Steve) fundó Bocaranda Show Productions en Valencia Venezuela pero fue en los estados Unidos cuando dedicándose solo al séptimo arte que fundó a Bocaranda Films Productions, inc. Al año siguiente consiguió grandes apoyos de diferentes compañías de distribución como Universal para poder difundir sus películas, Exclusive Films, una empresa dedicada a la distribución de filmes fue la que la llevó al área hispana en mercados como México, Argentina y otros países de Latinoamérica. La empresa Hard Rock Cafe se asocia a esta empresa para hacer la película "Inmigrantes" con una gamas de los más afamados actores de la habla hispana. Durante los años 2009 en plena producción de "El Celibato" es donde conoce a José Manuel Pérez dueño de iBehind The Scenes que le da el apoyo económico para poder llevar a cabo barios proyecto y la finalización de la película "The Celibacy" .

## Algunos de sus films
Aunque la producción de la Bocaranda Films en este género ha sido escasa, el primer éxito internacional de la productora fue "El Chiquito se metió en la Escuela" (1994), dirigido por Horacio Bocaranda y basado en un guion de Eduardo Serrano.  Al año siguiente el estudio reincidiría con "El Chiquito se metió en la Escuela II" . Pero el fabuloso éxito de The Celibacy terminaría por opacar las buenas recaudaciones de ambos filmes. Bocaranda Films concluiría la saga inspirada en el caso del Padre Alberto Cutié en 2010 con The Celibacy.

## Principales actores
- Bernhard Seifert
- Eduardo Serrano
- Orlando Urdaneta
- Víctor Cámara
- Fernando del Rincón
- Henry Zakka
- Horacio Bocaranda
- Miguel Panake
- William Colmenares
- Roberto Levermann